# Dick’s Picks Volume 10
Dick’s Picks Volume 10 ist ein Live-Dreifachalbum der Band Grateful Dead.

## Geschichte
Die Songs des Albums wurden am 29. und 30. Dezember 1977 im Musiktheater Winterland in San Francisco aufgenommen und mit dem eigenen Label Grateful Dead Records im Februar 1998 veröffentlicht.
1970 traten die Deads bei 70 Konzerten auf, davon viermal im Dezember im Musiktheater Winterland. Davon wurden Aufnahmen vom 29. und 30. Dezember verwendet, während keine Aufnahme vom 27. und 31. Dezember verwendet wurden. Weitgehend stammen alle Songs bis auf die letzten Vier von der dritten CD vom 29. Dezember. Somit wurden weitgehend das komplette Konzert von diesem Tag veröffentlicht, nur nach dem Song Good Lovin'  erfolgt ein Schnitt und die Songs It Must Have Been the Roses und Sunrise wurden übersprungen.
Zeitlich gesehen erfolgte die Aufnahme dieses Albums zwischen dem Greatest-Hits-Album What a Long Strange Trip It’s Been und dem Studioalbum Shakedown Street. Von diesem Studioalbum wurden die Songs Good Lovin'  und New Minglewood Blues verwendet, wobei keines dieser Lieder von einem Dead-Mitglied geschrieben wurde und Good Lovin'  schon seit 1969 im Liverepertoire der Band war. Vom kurz zuvor veröffentlichten Album Terrapin Station wurde der namensgebende Song Terrapin Station und Estimated Prophet verwendet. Zudem wurde an diesem Abend das Medley aus China Cat/I Know You Rider das erste Mal seit dem 20. Oktober 1974 wieder gespielt. Insgesamt dauert dieses Medley über 50 Minuten, da es aus Playing in the Band/China Cat Sunflower/I Know You Rider/China Doll/Playing Jam/Drums/Not Fade Away/Playing in the Band besteht.
Der Name Dick’s Pick stammt vom offiziellen Aufnahmearchivist der Band Dick Latvala, der die Serie startete und die Songs dazu bis zu seinem Tod 1999 auswählte.

Wie die bisherigen Alben der Dick’s Pick-Serie ist auch dieses mit einer Caveat-emptor-Warnung versehen:

„This release was digitally mastered directly from the original half track 7.5 ips analog tapes. It is a snapshot of history, not a modern professional recording, and although it may exhibit some minor technical anomalies, it is nothing more or less than just exactly perfect.“

Diese Warnung bezieht sich direkt auf eine Aussage von Bob Weir vor diesem Konzert, als es technische Probleme gab und diese erfolgreich behoben wurden:

„We're gonna try to get everything just exactly perfect . . . on account of our new name is the Just Exactly Perfect Brothers Band.“

## Kritik
Im Allgemeinen wurde Dick’s Picks Volume 10 durchschnittlich bewertet. Von All Music Guide und vom Rolling Stone erhielt das Album 3 von 5 Sternen. Nur von The Music Box erhielt es 5 von 5 Sternen.

## Trackliste

### CD 1
1. „Jack Straw“ (Hunter, Weir) – 7:05
2. „They Love Each Other“ (Hunter, Garcia) – 7:44
3. „Mama Tried“ (Merle Haggard) – 3:48
4. „Loser“ (Hunter, Garcia) – 8:29
5. „Looks Like Rain“ (Barlow, Weir) – 8:38
6. „Tennessee Jed“ (Hunter, Garcia) – 9:09
7. „New Minglewood Blues“ (traditionelles Lied) – 6:05
8. „Sugaree“ (Hunter, Garcia) – 14:18
9. „Promised Land“ (Chuck Berry) – 4:35

### CD 2
1. „Bertha“ (Hunter, Garcia) – 7:20
2. „Good Lovin'“ (Rudy Clark, Artie Resnick) – 6:50
3. „Playing in the Band“ (Hunter, Hart, Weir) – 15:48
4. „China Cat Sunflower“ (Hunter, Garcia) – 5:39
5. „I Know You Rider“ (traditionelles Lied) – 5:27
6. „China Doll“ (Hunter, Garcia) – 7:24
7. „Playing Jam“ (Hart, Weir) – 1:40
8. „Drums“ (Hart, Kreutzmann) – 2:39
9. „Not Fade Away“ (Buddy Holly, Norman Petty) – 10:05
10. „Playing in the Band“ (Hunter, Hart, Weir) – 4:48

### CD 3
1. „Terrapin Station“ (Hunter, Garcia) – 10:29
2. „Johnny B. Goode“ (Berry) – 4:36
3. „Estimated Prophet“ (Barlow, Weir) – 10:46
4. „Eyes of the World“ (Hunter, Garcia) – 15:25
5. „St. Stephen“ (Hunter, Garcia, Lesh) – 9:18
6. „Sugar Magnolia“ (Hunter, Weir) – 9:53